# Le Défi de Daffy

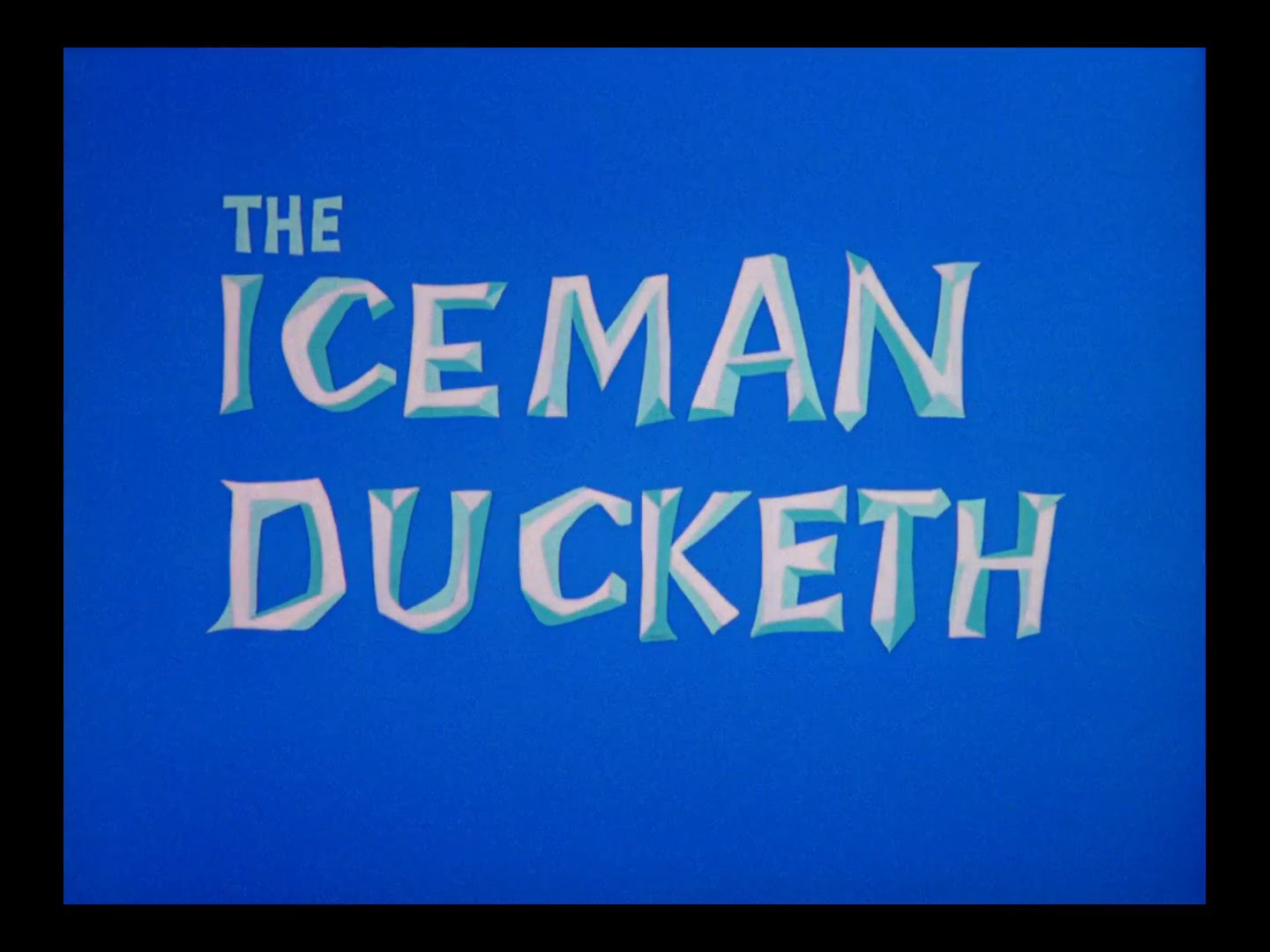
Carton-titre original du dessin animé.

Le Défi de Daffy (The Iceman Ducketh) est un court métrage d'animation réalisé par Phil Monroe et Maurice Noble sorti en 1964 et mettant en scène Bugs Bunny et Daffy Duck,
.

## Synopsis
Dans un comptoir commercial de l'Amérique du Nord, le canard Daffy Duck voit par la fenêtre des clients vendre des peaux et fourrures au marchand à l'accent français. Il est intéressé par l'argent étalé par le marchand et veut lui-aussi en profiter. Mais Daffy apprend que la période de chasse est finie car l'hiver commence. Il n'en a cure et part chasser. Une tempête de neige brutale vient refroidir son ardeur. Plus loin, le lapin Bugs Bunny fait un « lapin de neige » pour tromper Daffy. Ce dernier frappe ce faux lapin à coups de crosse de fusil, jusqu'à ce qu'un ours qui hibernait dessous se réveille et le griffe. Le canard s'échappe et court en se croyant resté entier, mais il tombe peu à peu en morceaux. Le plan suivant montre Daffy (entier) menaçant le vrai lapin. Daffy précise qu'il ne veut que la fourrure du lapin, qu'il découvre être très douce. Bugs lui dit qu'il ne se fournit que chez le même faiseur que le Duc de Windsor. Il demande après à Daffy de lui laisser sa chance. Mais devant l'obstination du canard, il place une carotte dans le canon du fusil, embrasse Daffy et s'enfuit. Le canard tire mais le coup ne part pas. Il retire la carotte, se prend l'explosion dans le bec et y perd des plumes.
Plus tard, Daffy ignore le panneau informant de laisser les animaux hiberner. Il suit les traces d'un ours qui mènent à un monticule de neige surmonté d'un réveil. Celui-ci sonne et réveille l'ours caché dessous qui attaque l'infortuné canard. Poursuivi, il court jusque dans une caverne, dont l'entrée est « gentiment » indiquée par Bugs. Ce dernier la referme avec une énorme boule de neige. Après quelques violents coups, Daffy arrive à passer sous la boule, complètement défait. Mais il reprend sa chasse ! Il trouve le lapin dans une zone à avalanche. Bugs lui demande d'être silencieux. Ils se déplacent alors sur le bout des pattes et chuchotent. Mais comme Bugs dit qu'il ne l'entend pas, Daffy se met à élever la voix. Un bloc de neige tombe sur lui.
On retrouve Bugs dans son terrier (marqué d'une boîte aux lettres). Daffy remplit le couloir de bâtons de dynamite. Mais quand il emmène le détonateur derrière un arbre, le terrier se « déplace » avec lui (c'est Bugs à la manœuvre, qui a cette faculté). Peu avant que Daffy appuie sur la poignée, Bugs rejette la dynamite et s'enfuit avec son domicile. Daffy est à nouveau déplumé par l'explosion. Bugs, toujours poursuivi, monte à un arbre enneigé. Daffy y met le feu. Mais le feu fait fondre la neige ; il s'éteint et la pluie glacée congèle Daffy. Le canard se prend un coup de son fusil quand il essaye de le retirer de la glace. Peu après, Daffy descend à skis une pente qui mène au lapin arrivé près d'un lac. Bugs verse l'eau d'un baquet qui gèle instantanément en un écran de glace dans lequel Daffy vient s'encastrer. Peu après, Daffy fait rouler une boule de neige en visant le lapin. La boule rate la cible et traverse une caverne à ours, puis rebondit sur une pierre en équilibre qui fait catapulte. La boule retombe sur la tête du canard. Quand il en émerge, les trois ours emportés avec la boule l'attaquent. Arrive la nuit, où Bugs en chemise de nuit, du haut de son terrier, souhaite aux ours de doux rêves durant leur période d'hibernation. On voit les trois ours dormir autour de l'arbre où s'est réfugié Daffy, déplumé et grelotant de froid.

## Fiche technique
Source : IMDb
- Titre : Le Chasseur du Grand-Nord (ancien doublage) / Le Défi de Daffy (nouveau doublage)
- Titre original : The Iceman Ducketh
- Réalisation : Phil Monroe, Chuck Jones (non crédité) et Maurice Noble (coréalisateur)
- Scénario : John Dunn
- Montage : Treg Brown
- Musique : William Lava (sous le nom de Bill Lava)
- Production : David H. Depatie
- Société de production : Warner Bros. Cartoons
- Société de distribution : Warner Bros. Pictures
- Format : couleur (Technicolor) - 35 mm - son mono - rapport de forme 1,37 : 1 - procédé cinéma : sphérique
- Durée : 7 minutes
- Dates de sortie :
  - États-Unis : 16 mai 1964
  - États-Unis : 2010 (Warner Home Video) (DVD)

### Animation
Animateurs : 
- Bob Bransford
- Tom Ray (en)
- Ken Harris
- Richard Thompson (en)
- Bob Matz (en)
- Alex Ignatiev
- Animation des effets : Harry Love (en)
- Mise en place :  Bob Givens (en)
- Décors : William Butler

Animateurs non cités au générique :
- Abe Levitow
- Virgil Ross
- Ben Washam (en)

## Distribution

### Voix originales
Source : IMDb
- Mel Blanc : Bugs Bunny, Daffy Duck, le Français, l'indien et le commis

### Voix françaises
1er doublage
- Guy Pierauld : Bugs Bunny
- Pierre Trabaud : Daffy Duck

2e doublage
- Gérard Surugue : Bugs Bunny
- Patrick Guillemin : Daffy Duck